# Gare de Bischheim
La gare de Bischheim est une gare ferroviaire française de la ligne de Strasbourg à Lauterbourg située sur le territoire de la commune de Schiltigheim, près de la limite avec la commune de Bischheim, dans la collectivité européenne d'Alsace, en région Grand Est.
C'est une gare de la Société nationale des chemins de fer français (SNCF), du réseau TER Grand Est, desservie par des trains express régionaux.
Elle ne doit pas être confondue avec la gare de Schiltigheim, ouverte uniquement au service du fret. Les ateliers de Bischheim, la gare de Bischheim et la gare de Schiltigheim forment le complexe ferroviaire de Bischheim-Schiltigheim.

## Situation ferroviaire
Établie à 142 mètres d'altitude, la gare de Bischheim est située au point kilométrique (PK) 3,382 de la ligne de Strasbourg à Lauterbourg, entre les gares de Schiltigheim et de Hœnheim (s'intercale le technicentre de Bischheim).
La ligne desservant la gare est non-électrifiée mais des études sont lancées en 2024 pour électrifier les 3 kilomètres reliant à Strasbourg, pour rendre les rames TGV autonomes jusqu'au Technicentre.

## Histoire

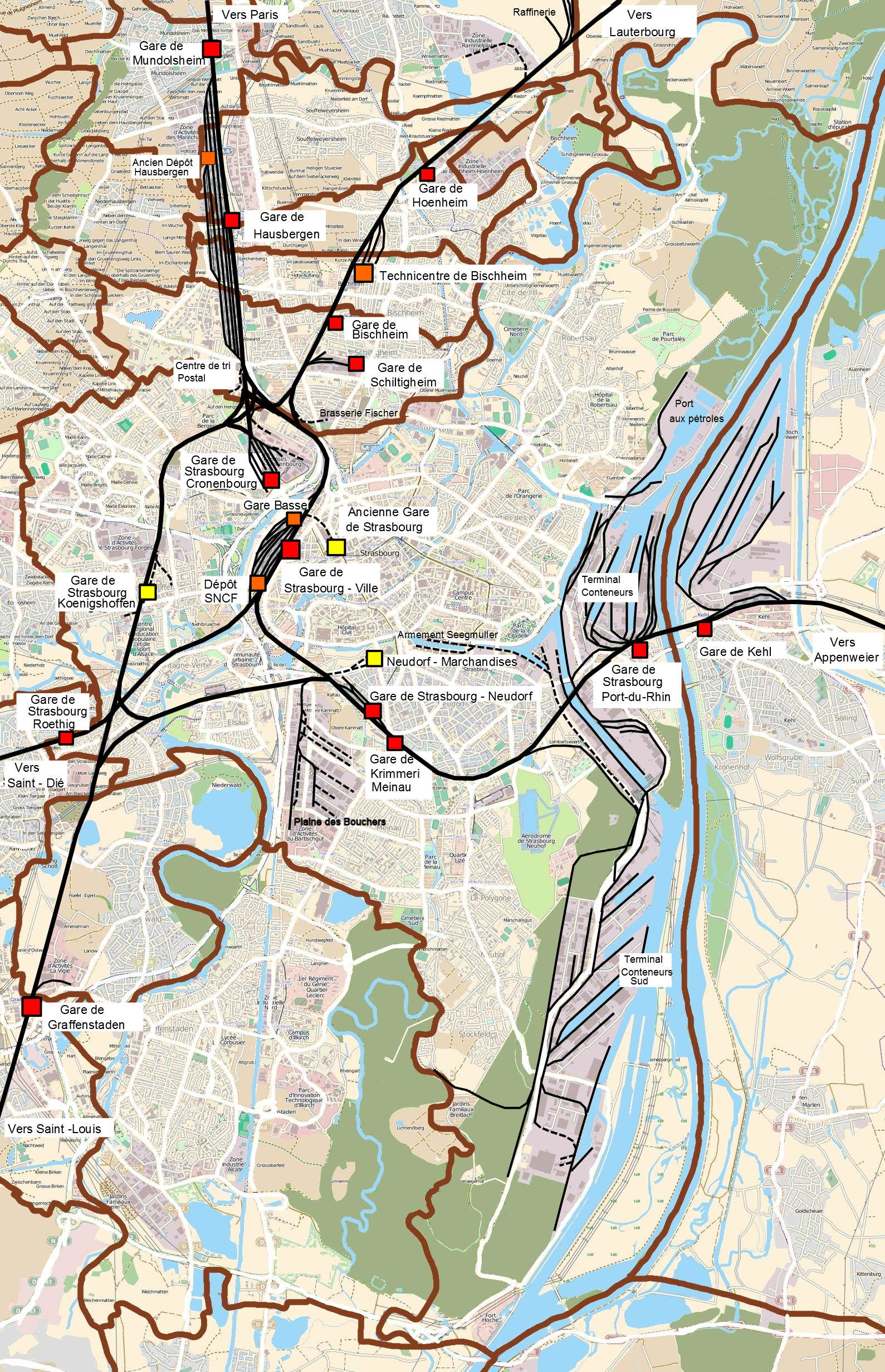
Plan du système ferroviaire de Strasbourg.

La gare de Bischheim est mise en service le 25 juillet 1876 par la Direction générale impériale des chemins de fer d'Alsace-Lorraine (EL) en même temps que la ligne de Strasbourg à Lauterbourg. Le bâtiment voyageurs est achevé en 1877 selon les plans de l'architecte Carl Atzer. Une extension est réalisée en 1913 d'après les plans de l'architecte Münzer.
Elle se trouve en fait sur le territoire de la commune de Schiltigheim. Comme il existait déjà une gare marchandises à Schiltigheim depuis 1870 et que la commune de Bischheim est toute proche il fut décidé de l'appeler gare de Bischheim.
Le 19 juin 1919, la gare entre dans le réseau de l'Administration des chemins de fer d'Alsace et de Lorraine (AL), à la suite de la victoire française lors de la Première Guerre mondiale. Puis, le 1er janvier 1938, cette administration d'État forme avec les autres grandes compagnies la SNCF, qui devient concessionnaire des installations ferroviaires de Bischheim-Schiltigheim. Cependant, après l'annexion allemande de l'Alsace-Lorraine, c'est la Deutsche Reichsbahn qui gère la gare pendant la Seconde Guerre mondiale, du 1er juillet 1940 jusqu'à la Libération (en 1944 – 1945).
En mars 2013, la fréquentation en voyageurs de la gare est de 960 montants et 1 072 descendus des trains de la ligne Strasbourg - Lauterbourg.
En 2014, la SNCF estime la fréquentation de la gare à 47 082 voyageurs.
L'ancienne halle à marchandises de la gare, désaffectée au service ferroviaire, a été utilisée par les Restos du cœur. En 2014, la SNCF et la société Nexity Property Management ont réalisé des travaux de réhabilitation afin que la halle puisse accueillir des activités commerciales ou tertiaires. Le bâtiment de 400 m2 et disposant d'un quai couvert de 300 m2, est désormais occupé par un atelier de création et de fabrication baptisé « la CabAnne des créateurs »,.
Un dossier pour la location et la rénovation de deux surfaces au rez-de-chaussée et à l'étage est ouvert par la SNCF.

## Fréquentation
De 2015 à 2023, selon les estimations de la SNCF, la fréquentation annuelle de la gare s'élève aux nombres indiqués dans le tableau ci-dessous.
| Année     | 2015   | 2016   | 2017   | 2018   | 2019   | 2020   | 2021   | 2022   | 2023   |
| --------- | ------ | ------ | ------ | ------ | ------ | ------ | ------ | ------ | ------ |
| Voyageurs | 43 357 | 47 310 | 45 637 | 46 267 | 52 507 | 32 597 | 41 226 | 56 883 | 50 471 |

## Service des voyageurs

### Accueil
Halte SNCF, c'est un point d'arrêt non géré (PANG) à accès libre. La gare ne dispose pas de guichet ouvert à la clientèle, mais dispose d'un distributeur automatique de titre de transport. Son bâtiment voyageurs est fermé au public. La traversée des voies s’effectue par un passage souterrain.

### Desserte
Bischheim est desservie par des trains régionaux TER Grand Est :
- ligne Strasbourg - Rœschwoog - Lauterbourg.

### Intermodalité
Un parc pour les vélos et un parking pour les véhicules y sont aménagés.
La ligne de bus 70 de la Compagnie des transports strasbourgeois dessert la gare, moyennant un peu de marche à pied.

## Service du fret
Cette gare est ouverte au service du fret pour les trains entiers et les wagons isolés pour la desserte du technicentre de Bischheim.
Le document de référence du réseau (DRR) pour l'horaire de service 2019 indique que la cour marchandises de Bischheim est « accessible après diagnostic et remise en état éventuelle ». Ce même document précise que la gare dessert deux installations terminales embranchées.

## Patrimoine ferroviaire
L'ancien bâtiment voyageurs (BV), le poste d'aiguillage, la halle à marchandises et son quai de chargement couvert attenant sont présents sur le site. Le BV est fort semblable à celui de la gare de Lauterbourg dans son état d'origine.

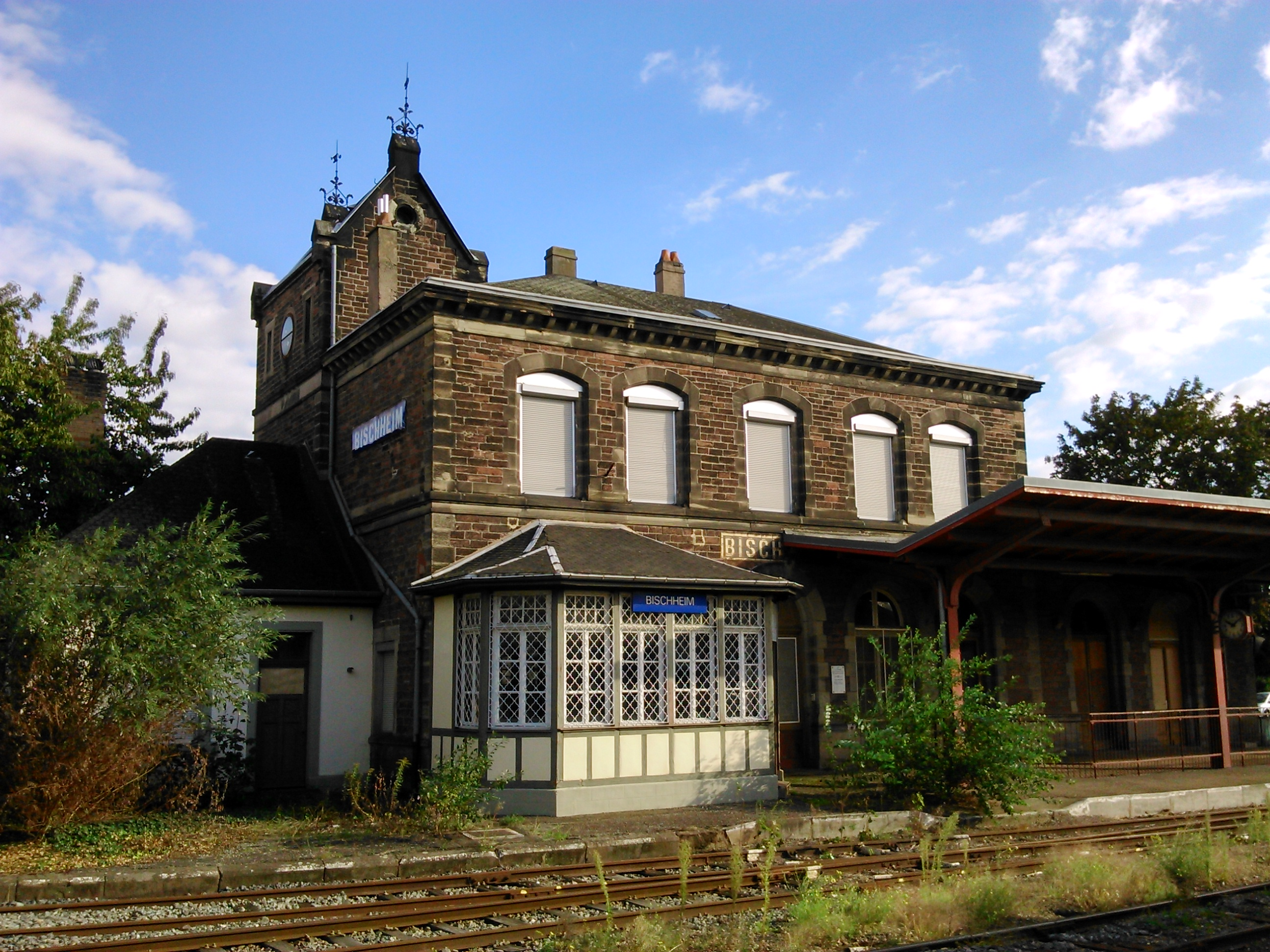
Le bâtiment voyageurs, côté voies.
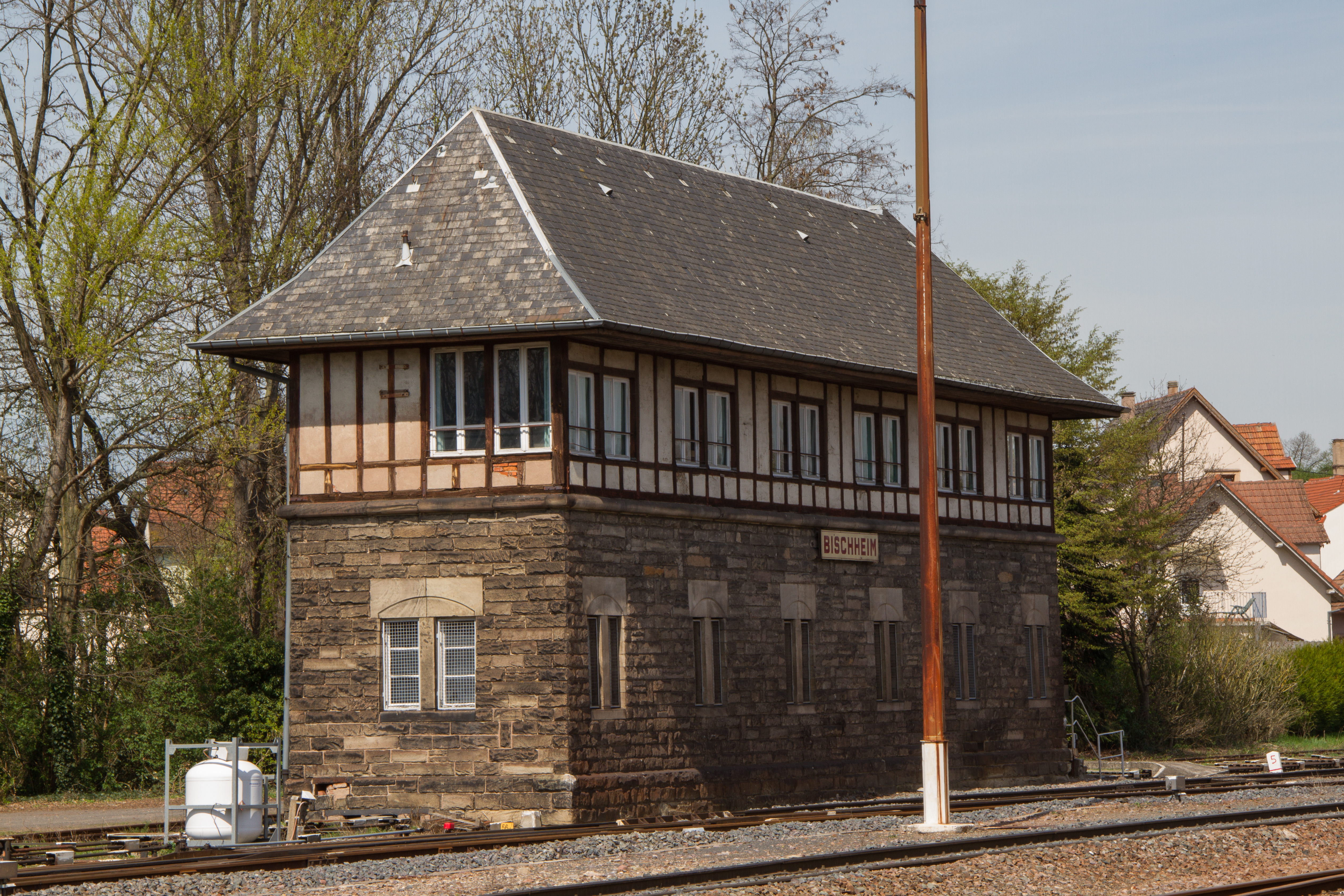
Le poste d'aiguillage.
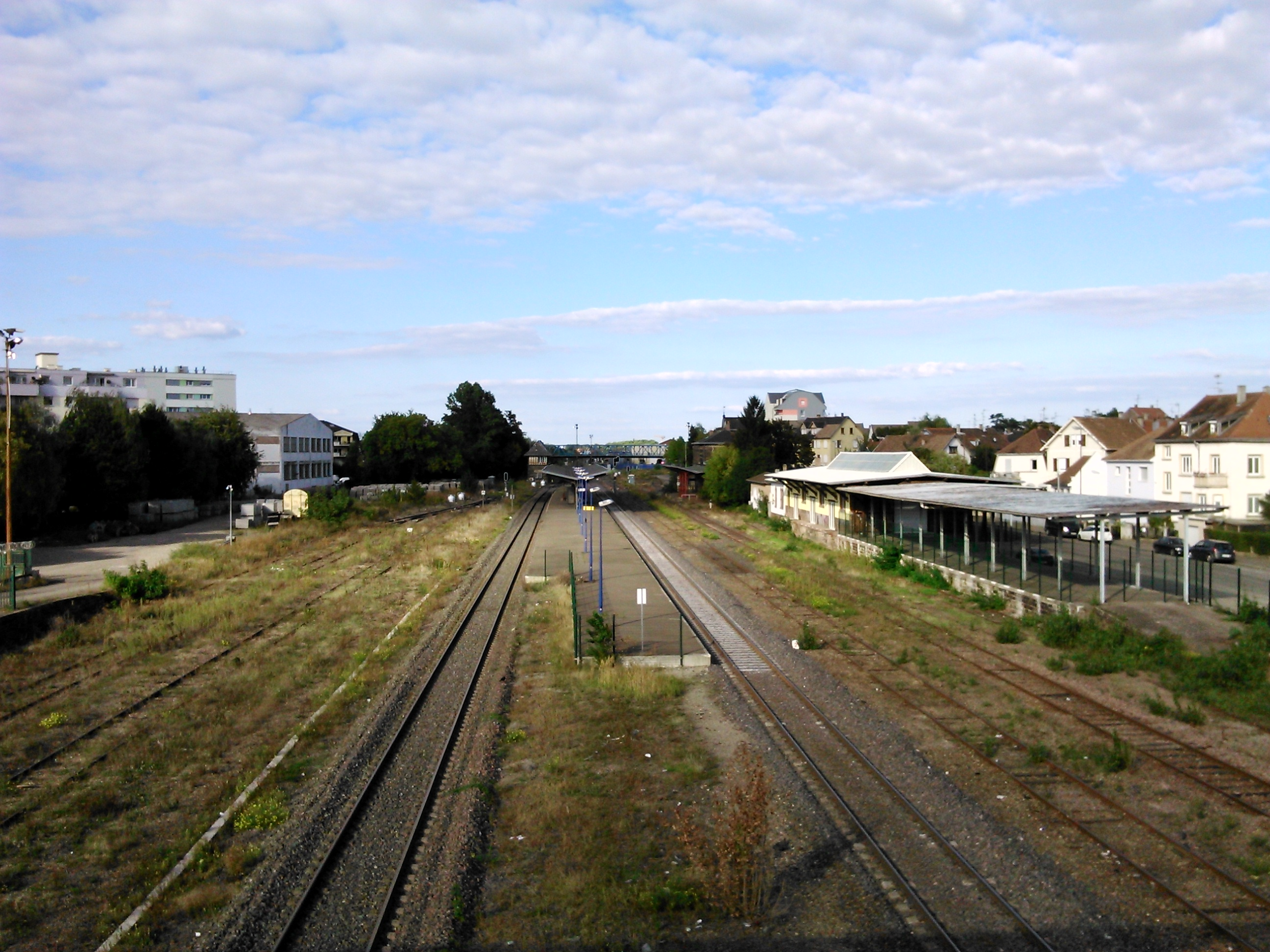
Vue sur les voies de la gare, direction Lauterbourg. À droite, la halle à marchandises.